# NGC 3886
NGC 3886 is een elliptisch sterrenstelsel in het sterrenbeeld Leeuw. Het hemelobject werd op 9 mei 1864 ontdekt door de Duits-Deense astronoom Heinrich Louis d'Arrest.

## Synoniemen
- UGC 6760
- MCG 3-30-111
- ZWG 97.147
- PGC 36756